# Muralt (Adelsgeschlecht)

Wappen von Muralt (Berner Zweig)

Muralt ist der Name eines schweizerischen Uradelsgeschlechts aus dem Tessin und der Lombardei, benannt nach seiner Besitzung Muralto im Tessin, dessen Stammreihe mit dominus Gaffus de Muralto beginnt, der um 1182 vom Bischof Anselm von Como mit Land bei Locarno belehnt wurde und noch zwischen 1203 und 1219 urkundlich erwähnt wird.
Aus Glaubensgründen emigrierte die Familie 1555 nach Zürich, und 1570 ging ein Zweig nach Bern. An beiden Orten gehörten sie zum Patriziat und sassen in verschiedenen Behörden ein.

## Geschichte
Mit den Familien Orelli und Magoria bildete diese Familie die Körperschaft der Capetanei dei nobili di Locarno, die als solche vom Kaiser Friedrich Barbarossa am 27. Juni 1186 in Giubiasco urkundlich die Reichsunmittelbarkeit erhielt. Die von Muralt waren damit Reichsvasallen, zugleich aber auch Vasallen des Bischofs von Como, von dem sie um 1190 u. a. die Türme von Muralto (bei Locarno) zu Lehen erhielten. Von den Wohntürmen stehen heute nur noch Ruinenreste.
Franciscus de Muralto war im 15. Jahrhundert Arzt des Gerichtsbezirks Locarno, sein Sohn Laurentius († vor 1532) Leibarzt des Herzogs von Mailand aus dem Hause Sforza. Während Giovanni Galeazzo de Muralto († 1557), seit 1528 Erzpriester von Locarno, auf der Disputation von Locarno 1549 die katholische Kirche verteidigte, schlossen sich zur selben Zeit mehrere Familienmitglieder der Reformation an und mussten deshalb 1555 ihre Heimat Locarno verlassen und nach Zürich emigrieren, wo sie Aufnahme fanden.

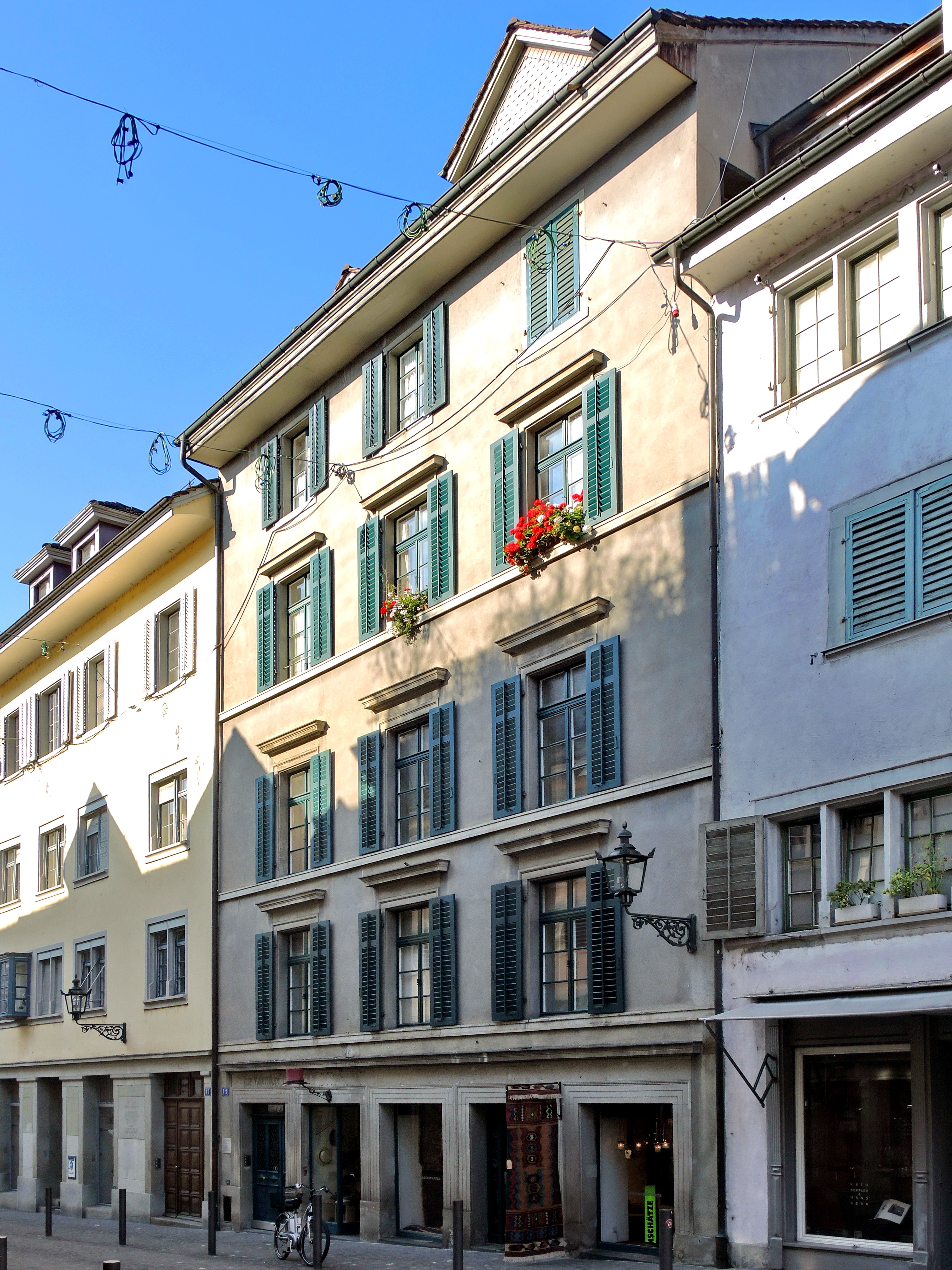
„Haus zum Mohrenkopf“ am Neumarkt in Zürich

Dominus Dr. jur. utr. Martinus de Muralto (1521–1566) hatte in Pavia Recht studiert und wurde in den Jahren 1548 bis 1550 als Podestà (Bürgermeister) von Vigevano und Luino genannt. Unter dem Einfluss des Reformators Giovanni Beccaria in Locarno trat er zum reformierten Glauben über. Um seinen neuen Glauben behalten zu können, musste er 1555 mit den Reformierten seine Heimat verlassen und nach Zürich flüchten. Dort erwarb er das „Haus zum Mohrenkopf“ am Neumarkt, investierte Teile seines Vermögens in Pariso Appianos Samtweberei und Seidenfärberei und war Ältester der italienischsprachigen Gemeinde. Muralto und weitere Personen dieser Gemeinde bewirkten, dass Zürich zum Mittelpunkt des Textilhandels mit Como, Bergamo, Venedig, Mailand und Lyon wurde. Giovanni de Muralto (Johannes von Muralt) (1500–1576) hatte sich ihm angeschlossen; er war Wundarzt, Chirurg und wurde am 31. Januar 1566 als erster Locarneser Bürger von Zürich und Stadtarzt. Von ihm stammen die Zürcher von Muralt ab. Seine Nachkommen, darunter der Enkel Johannes (1577–1645), waren meist Kaufleute und Ratsmitglieder, jedoch auch Ärzte und Pastoren und gehörten dem wohlhabenden Bürgerstand an.
Martins Sohn Hans Ludwig von Muralt, gleichfalls Wundarzt und Chirurg, wurde am 30. März 1570 Bürger von Bern. Seit dem Jahr 1594 bis zum Untergang der Republik Bern im Jahr 1798 sowie während der Schweizer Restauration von 1813 bis 1831 sass die Familie im Grossen Rat, der souveräner Landesherr des Staates Bern war (siehe hierzu: Geschichte des Kantons Bern). Ausserdem sass die Familie seit dem Jahr 1684 fast ununterbrochen im Kleinen Rat der Stadt und Republik Bern und gehörte damit zum Berner Patriziat. Die Familie hatte Besitzungen in den heutigen Kantonen Bern und Waadt.
In Bern, nicht aber in Zürich, galt die Familie als «edelfest» und damit dem Adel ebenbürtig. Ein Nachkomme des Berner Stammes, der königlich niederländische Generalmajor Abraham von Muralt (1783–1859), wurde am 12. November 1840 in den niederländischen Adel aufgenommen. Hans Conrad von Muralt (1760–1841), Gutsherr auf Bromskirchen sowie grossherzoglich hessischer Major, und seine Nachkommenschaft gehören dem hessischen Adel an. Denyse Henriette de Muralt (1923–2005) von Basel heiratete 1948 Friedrich Josias Prinz von Sachsen-Coburg und Gotha, den Chef des Hauses Sachsen-Coburg und Gotha.

## Wappen
In Silber eine rote Burg mit zwei Zinnentürmen, begleitet von vier (1, 2, 1) roten Lilien. Auf dem Helm mit rot-silbernen Decken eine wachsende Jungfrau in goldenem Kleid mit rotem Kragen, Ärmelumschlägen und Gürtel, langem blonden Haar und gold-gestulpter roter Mütze; in der Rechten die Burg, in der Linken eine goldene (oder silberne) Lanze mit rotem Wimpel und silberner Quaste sowie einen auf den Helm gesetzten roten Schild haltend, darin über grünem (oder silbernem) Dreiberg (Felsen) eine goldene Sonne.
Der Zürcher Zweig führt in Silber ein rotes Burgtor, begleitet von vier (1, 2, 1) goldenen Lilien. Auf dem Helm mit rot-silbernen Decken das Tor.

## Personen

### Berner Zweig
- Hans Ludwig von Muralt (1546–1606), Wundarzt und Chirurg, 1567 Heirat mit Maria von Mülinen
- Beat Ludwig von Muralt (1665–1749), Philosoph
- Wilhelm Bernhard von Muralt (1737–1796), Schweizer Oberbefehlshaber 1792
- Abraham von Muralt (1783–1859), königlich niederländischer Generalmajor

### Zürcher Zweig
- Johannes von Muralt (1577–1645), Gründer der Seidenfirma Muralt an der Sihl
- Caspar von Muralt (1627–1718), 1680 Grosser Rat Zürich, 1685 Kleiner Rat
- Johannes von Muralt (1645–1733), Anatom und Chirurg
- Johannes von Muralt (Jurist) (1877–1947), Jurist und Präsident des Schweizerischen Roten Kreuzes
- Leonhard von Muralt (1900–1970), Historiker
- Hugo von Muralt (1886–1974), (preußischer) Offizier, Vors. des Hess. Kriegerverbandes Chattia
- Alexander von Muralt (1903–1990), Physiker und Mediziner